# Złoty trójkąt
Złoty trójkąt – dwuczęściowa powieść autorstwa Maurice’a Leblanca opisująca przygody Arsène’a Lupin. Podobnie jak w powieści Wyspa trzydziestu trumien nie jest on w centrum opowieści, ale jest kimś w rodzaju deus ex machina (i pojawia się dopiero w 3 rozdziale II części powieści). Pierwotnie opublikowana w odcinkach na łamach gazety „Le Journal” między 20 maja i 26 lipca 1917, powieść w formie książkowej została wydana 19 kwietnia 1918 (w 2 oddzielnych częściach) i pomimo wysokiej ceny jej nakład w wysokości 6600 egz. rozszedł się bardzo szybko.

## Polskie wydania
W Polsce powieść ukazała się po raz pierwszy w 1923 w całości w przekładzie anonimowym, pt. Złoty trójkąt. Nowe przygody Arseniusza Lupin, nakładem drukarni J. Filipescu. W tym samym roku także wydawnictwo Eos opublikowało część I powieści w tłumaczeniu autorstwa Ireny de Brugiére-Łukaszewskiej, pt. Złoty trójkąt; Deszcz iskier.
W 1990 książka wydana została w całości w przekładzie Leona Niemirowicza, pt. Przygoda z Arsenem Lupinem przez Krajową Agencję Wydawniczą.
W 2009 powieść została wydana przez wydawnictwo Elipsa w tłumaczeniu Magdaleny Cuisser w dwóch częściach: Sygnał świetlny oraz Zwycięstwo Arsène’a Lupin. Ukazały się one w serii Klasyka Kryminału (Biblioteka Bluszcza), w cyklu Arsène Lupin (tom: 9 i 10).
W 2021 wydane jako całość w serii Klasyka francuskiego kryminału Wydawnictwa CM.

## Rozdziały
Powieść w oryginale składa się z następujących rozdziałów:
| Première Partie - La Pluie d'étincelles - Chapitre 1 - Maman Coralie - Chapitre 2 - La main droite et la jambe gauche - Chapitre 3 - La clef rouillée - Chapitre 4 - Devant les flammes - Chapitre 5 - Le mari et la femme - Chapitre 6 - Sept heures dix-neuf - Chapitre 7 - Midi vingt-trois - Chapitre 8 - L’œuvre d’Essarès bey - Chapitre 9 - Patrice et Coralie - Chapitre 10 - La cordelette rouge - Chapitre 11 - Vers le gouffre | Deuxieme Partie - La Victoire d’Arsène Lupin - Chapitre 1 - L’épouvante - Chapitre 2 - Les clous du cercueil - Chapitre 3 - Un étrange individu - Chapitre 4 - La « Belle-Hélène » - Chapitre 5 - Le quatrième acte - Chapitre 6 - Siméon livre bataille - Chapitre 7 - Le docteur Géradec - Chapitre 8 - La dernière victime de Siméon - Chapitre 9 - Que la lumière soit! |

## Fabuła[2][5]

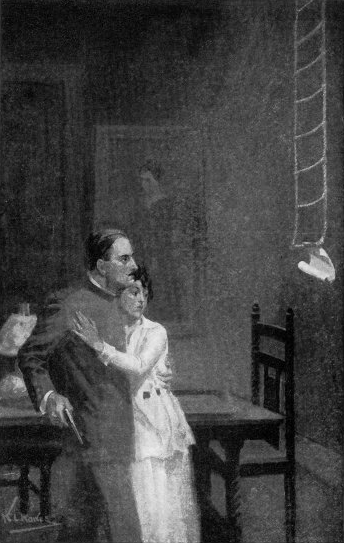
Patrycjusz i Koralia - główni bohaterowie powieści; ilustracja do amerykańskiego wyd. przekładu z 1917.

Akcja powieści dzieje się w czasie I wojny światowej w Paryżu.
Głównym bohaterem powieści jest oficer armii francuskiej, weteran wojenny, kapitan Patrice (w I polskim przekładzie pod imieniem Patrycjusz) Belval, który leczy swoje rany w paryskim lazarecie. Poznaje tam mamę Coriale (w I polskim przekładzie występującą jako mateczka Koralia) – młodą, piękną i uroczą pielęgniarkę miłosierdzia, w której się od razu płomiennie zakochuje.
Akcja I części powieści zaczyna się od momentu, gdy kapitan Belval, podsłuchawszy w pewnej restauracji rozmowę, z której wynika, że Koralii grozi niebezpieczeństwo uprowadzenia, organizuje doraźnie grupę złożoną z innych współ-rekonwalescentów, która ratuje mateczkę z tej groźnej opresji.
W dalszej części powieści, obfitującej w niezliczone i zaskakujące zwroty akcji, dowiadujemy się, że jest ona żoną szemranego bankiera Essaresa, który chce wywieść nielegalnie z Francji ogromny majątek w złocie warty 300 mln ówczesnych franków. Zamieszany jest on w spisek, mający na celu pozbawienie Francji jej zapasów złota i przez to znaczne osłabienie jej potencjału obronnego (trwa pierwsza wojna światowa).
Bankier nie chce się jednak dzielić złotem i postanawia zatrzymać je tylko dla siebie. Zostaje więc napadnięty w swojej rezydencji przez oszukanych przez niego kompanów. Pomimo tortur nie wyznaje jednak gdzie ukrył zapasy złota.
Okazuje się, że Koralia nienawidzi swego męża, który poślubił ją wbrew jej woli. Dowiaduje się także o jego nielegalnych machinacjach finansowych. Jednak Essares ją kocha i grozi jej, że nawet w przypadku swojej śmierci jest w stanie nie dopuścić do tego aby poślubiła innego. W niedługim czasie zostają znalezione jego na wpół spalone zwłoki. Ukrytych przez niego kilkuset worków ze złotem, pomimo dokładnego przeszukiwania jego posiadłości, nie udaje się jednak odnaleźć.
W międzyczasie Koralia zakochuje się w Patrycjuszu. Wydawało by się, że po śmierci jej męża nic już nie może stanąć na
drodze do ich szczęścia. Jednak ich przeszłość kryje wiele tajemniczych zagadek, a ich przyszłość jest zagrożona. Nie wiadomo nawet, czy są rzeczywiście tymi osobami za które się same uważają.
Pomimo zaangażowania w sprawę policji i tajnych służb zagadki te są trudne do rozwiązania i śledztwo staje w martwym punkcie. Oboje kochankowie zaś zostają zwabieni w śmiertelną pułapkę, z której wydaje się, że nie ma już drogi ucieczki.
W tym momencie na planie akcji pojawia się Arsène Lupin.

## Galeria

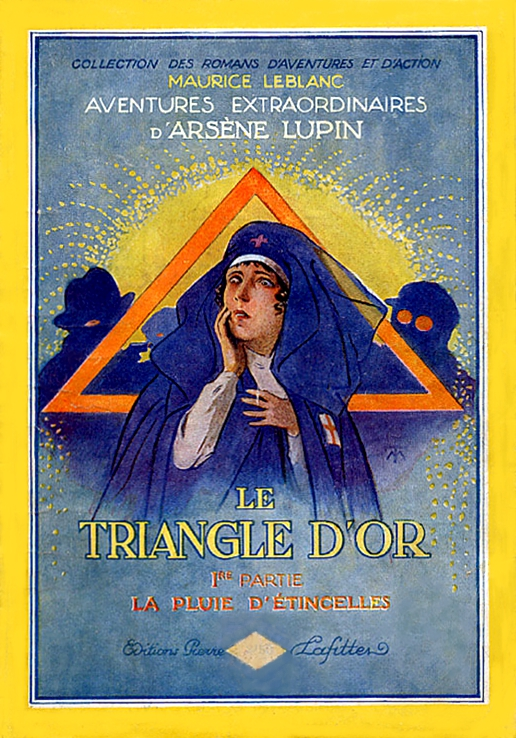
Okładka I części wyd. z 1918.
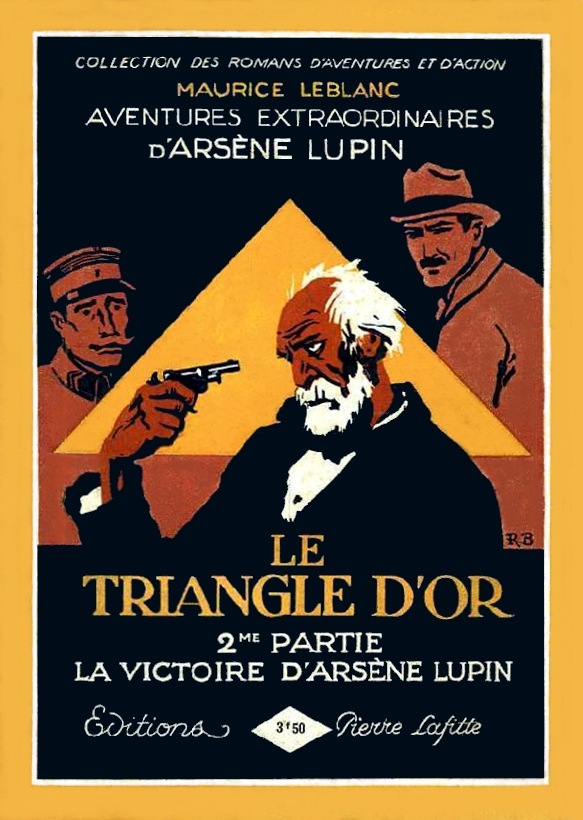
Okładka II części wyd. z 1921.